# Dunstaffnage Castle
Dunstaffnage Castle ist eine Burganlage nördlich des Ortes Dunbeg in der Region Argyll and Bute in Schottland. Sie liegt auf einer Halbinsel an der Mündung des Loch Etive in den Firth of Lorne.

## Lage
Die Anlage liegt auf einer kleinen felsigen Halbinsel, von der aus die Küstenlandschaft nördlich von Oban überblickt werden kann. Die Lage auf der Halbinsel kontrolliert die Seewege durch den Firth of Lorne und den Sound of Mull sowie den Landweg nach Osten entlang von Loch Etive und River Awe. Zwischen der Halbinsel, dem Ort Dunbeg und der vorgelagerten Insel Eilean Mor liegt die geschützte Bucht Dunstaffnage Bay, die noch heute als Hafen genutzt wird. Der unmittelbare Felssockel, auf dem die Burg errichtet wurde, ist zwischen 6 m und 9 m hoch.

## Geschichte
Der Überlieferung nach befindet sich die Burg an der Stelle einer älteren Befestigung, in der sich der Stein von Scone befunden haben soll, bevor dieser im 9. Jahrhundert nach Schloss Scone gebracht wurde.
Die heutige Festung wurde um das Jahr 1220 von Duncan Dubhgall, einem Enkel von König Somerled, oder seinem Sohn Ewen für den MacDougall-Clan errichtet. Dunstaffnage Castle gilt für die Erbauungszeit als eine der mächtigsten Festungen im westlichen Schottland.
1308 oder 1309 wurde Dunstaffnage nach der Schlacht von Brander von Robert the Bruce eingenommen und blieb etliche Jahre in königlichem Besitz. Die Festung ging 1469 in den Besitz des Herzogs von Argyll und damit des Clan Campbells über. Von diesem wurde die Burg bis zu den Jakobitenaufständen militärisch genutzt. Flora MacDonald, die Bonnie Prince Charlie nach dessen Niederlage bei Culloden zur Flucht vor den englischen Truppen verhalf, war 1746 kurzfristig in Dunstaffnage inhaftiert, bevor sie weiter nach London gebracht wurde.
Nach einem Brand des Torhauses im Jahre 1810 stand die Anlage leer und verfiel. Erst 1904 wurde das Torhaus wieder rekonstruiert.

## Architektur

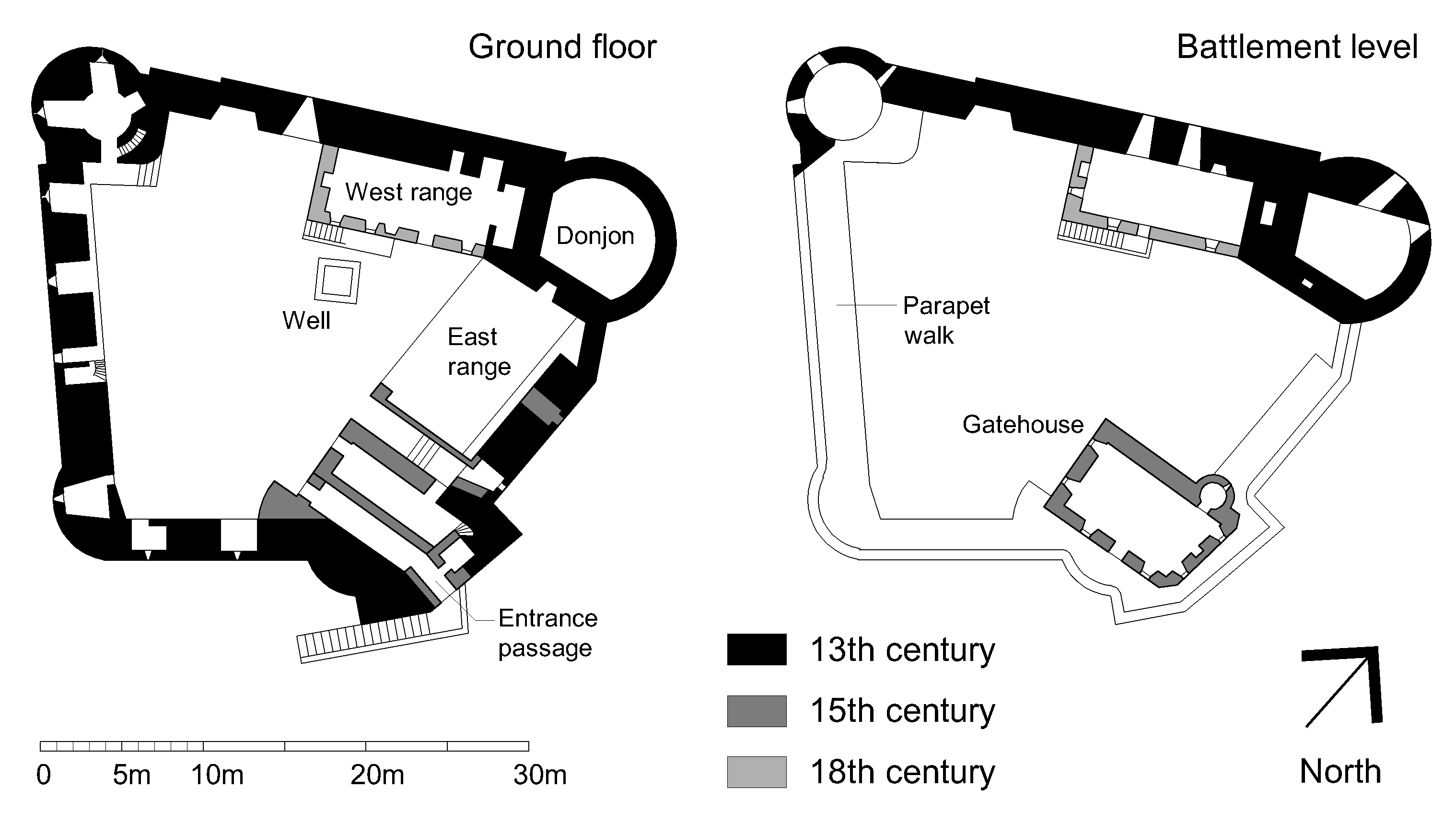
Lageplan der Ruine

Der Felssockel der Halbinsel wurde als Fundament für die Anlage genutzt, wodurch sie einen irregulären trapezförmigen Grundriss erhalten hat. Der Felssockel sollte es Angreifern erschweren, die Mauern zu unterminieren oder sie unmittelbar mit Belagerungsgerät zu erreichen.
Schon die ältesten erhaltenen Reste zeigen beeindruckende Verteidigungsanlagen und großzügige Wohnbereiche, woraus sich schließen lässt, dass der Baumeister über exzellente Kenntnisse im zeittypischen Festungsbau verfügte. Zur Erbauungszeit war eine solch große und aufwändige Steinkonstruktion außergewöhnlich teuer und stellt für das westliche Schottland eher die Ausnahme als den Normalfall dar. An drei der Ecken stehen starke Rundtürme, von denen der Turm in der nördlichen Ecke deutlich massiver ist als die anderen. Wahrscheinlich war der Nordturm ursprünglich der Wohnturm der Burg. Alle drei Türme ragen nicht sonderlich weit über die Mauern hinaus, so dass ihr Nutzen für die Verteidigung begrenzt gewesen sein dürfte.
An der vierten Ecke befindet sich heute die Toranlage aus dem 16. Jahrhundert. Bis zum späten 15. Jahrhundert stand dort ebenfalls ein runder Turm in dem sich der Eingang zur Festung befand. Heute erkennt man davon in ungefähr 5 m Höhe noch Reste eines Türeingangs und Ansätze für eine Zugbrücke.
Die Hauptmauern sind ca. 20 m hoch und 3 m dick. In ihnen erkennt man noch die verfüllten Reste einiger Schießscharten aus dem 13. Jahrhundert.
Im Burghof gibt es Mauerreste von Unterkunftsgebäuden aus dem 16. und 18. Jahrhundert und einen in den Felssockel getriebenen Brunnenschacht. In den Gebäuderesten haben sich mehrere Kamine und Feuerstellen erhalten.

## Die Burg heute
Dunstaffnage Castle ist heute weitgehend eine Ruine, es sind jedoch noch immer einige gut erhaltene Steinmetzarbeiten vorhanden. Das Torhaus befindet sich heute in Privatbesitz. Die restliche Anlage wird von Historic Environment Scotland betrieben und ist öffentlich zugänglich. 2019 wurde Dunstaffnage Castle von rund 25.000 Personen besucht. 2022 betrug die Besucherzahl etwa 20.000 Menschen. In unmittelbarer Nähe befindet sich die Ruine der Kirche Dunstaffnage Chapel.

## Fotos

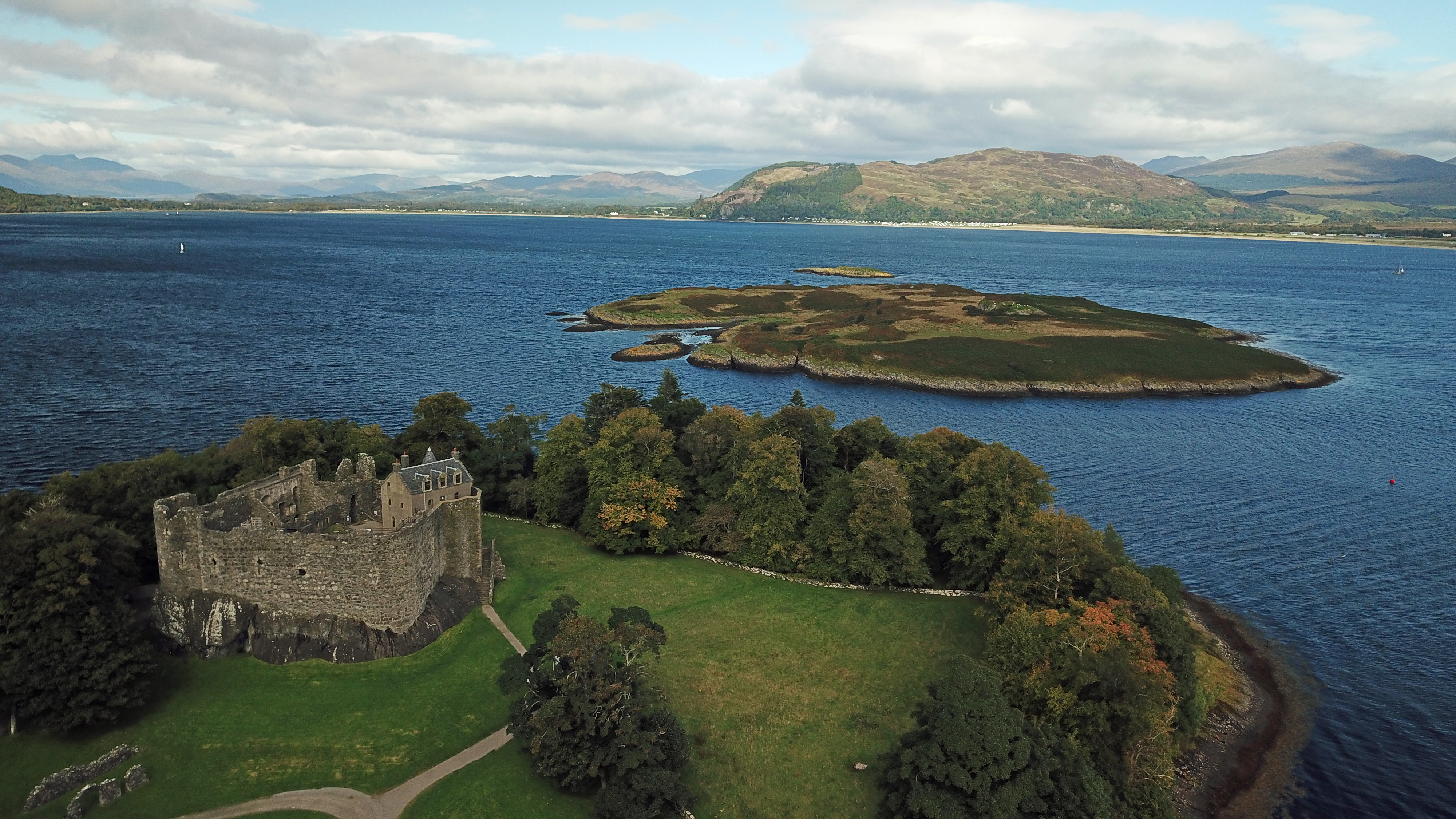
Umgebung mit der Insel Eilean Mor und der Ardmucknish Bay
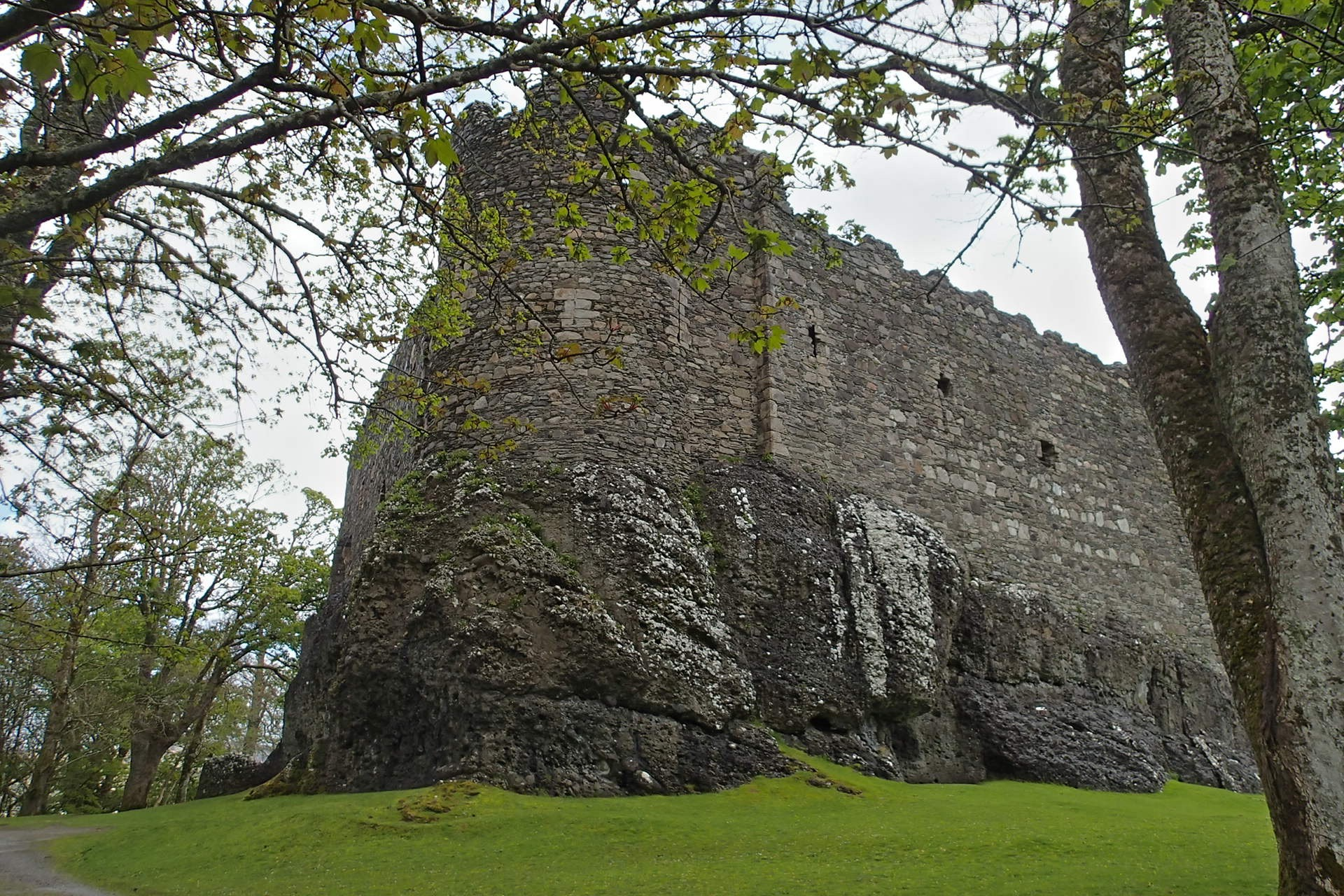
Blick auf den Felssockel der Mauern
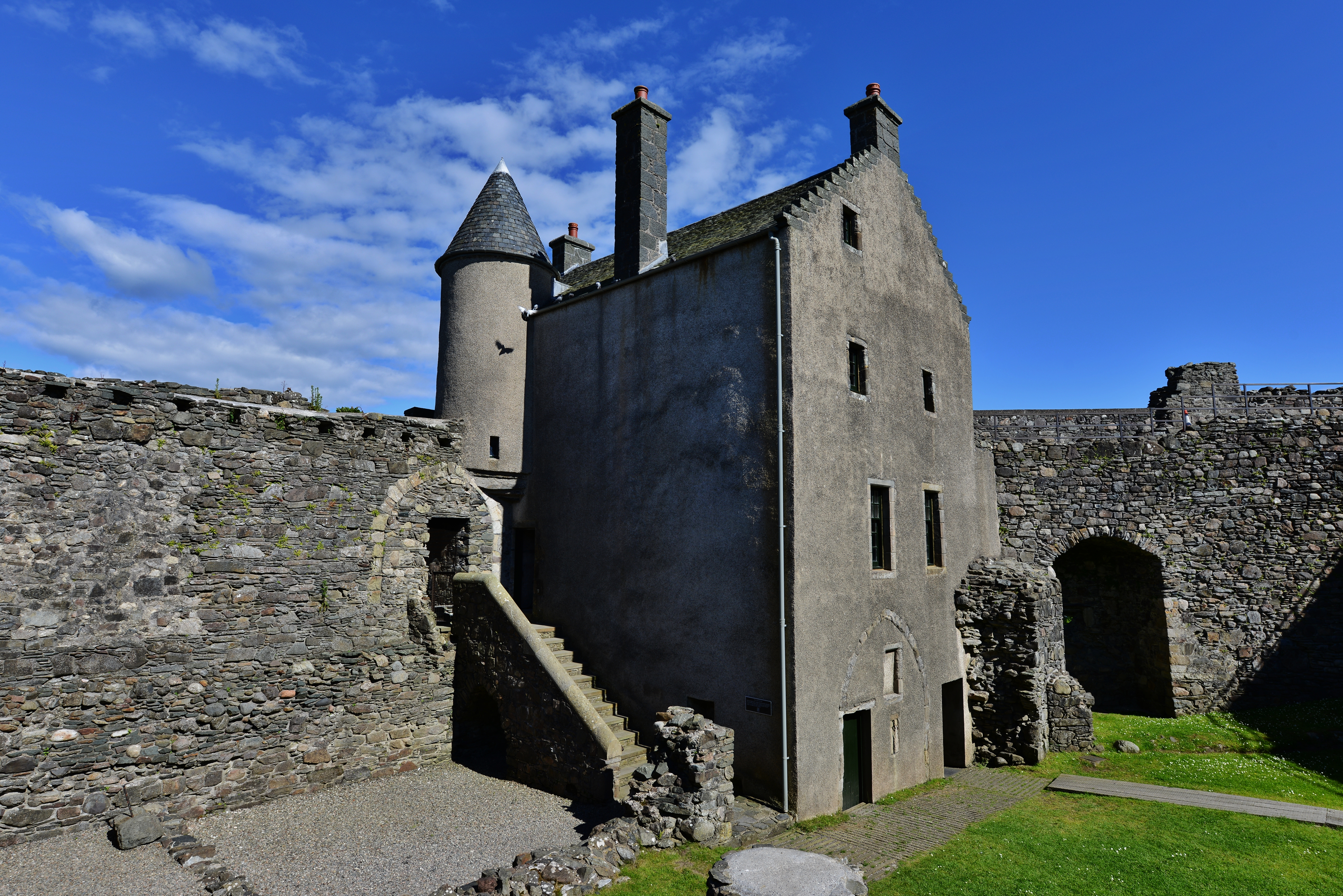
Blick auf das Torhaus aus dem Burginneren
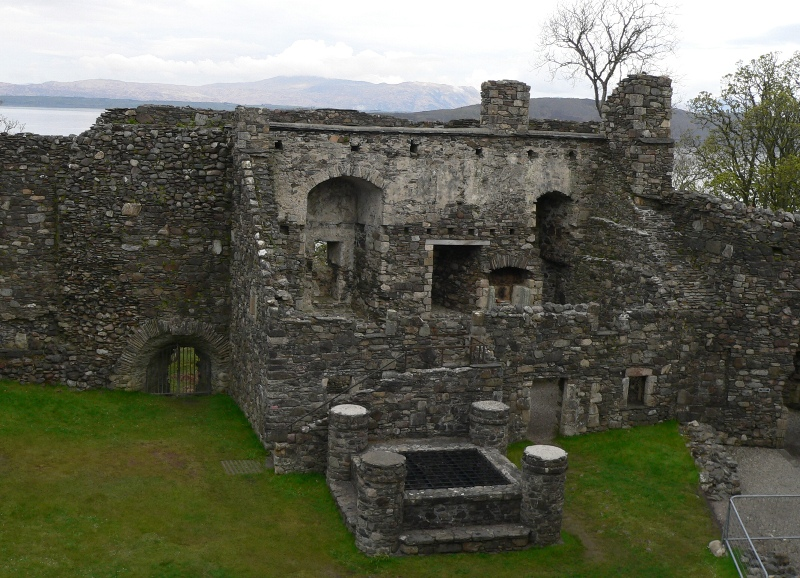
Reste eines Wohnhauses mit Brunnenanlage